# Сіробаба Яків Якович
Яків Якович Сіробаба (нар. 05.10.1919 — пом. 3.05.2009) — радянський вчений в галузі радіолокації, теорії вимірювань параметрів руху ракет і супутників, систем супутникового зв'язку. Лауреат Державної премії СРСР .

## Біографія
Народився в селі Черкаське, зараз Краматорського району Донецької області . Навчався в місті Ізюм, Харківської області.
До війни закінчив чотири курси Московського енергетичного інституту . З жовтня 1941 по 1944 рік — слухач Ленінградської військово-повітряної інженерної академії.
Під час війни — учасник організації застосування радіозасобів повернення літаків на аеродроми при проведенні Орловсько-Курській операції, створення системи точного літаководіння і бомбометання «Рим».
З липня 1944 — помічник провідного інженера відділу радіонавігації, з березня 1947 начальник відділення радіонавігації, а з січня 1951 — начальник відділення імпульсних засобів точного наведення і бомбометання відділу літакових і наземних засобів радіонавігації Управління випробувань техніки спецслужб Державного науково-випробувального інституту ВВС.
З травня 1953 — на викладацькій роботі в Харківському вищому авіаційно-інженерному училищі: заступник начальника кафедри авіаційної радіонавігації, з березня 1954 — начальник кафедри радіотехнічних засобів літаководіння.
З вересня 1960 — начальник кафедри № 35 Харківського вищого командно-інженерного училища (Ракетні війська). З червня 1968 — начальник 3-го Управління філії НДІ-4 МО. З грудня 1971 — заступник начальника з наукової частини і вимірам КІК ГУКОЗ (нині ГІЦІУ КС), з серпня 1973 — заступник начальника з випробувань і наукової роботи.
У червні 1975 — звільнений з військової служби, працював в Московському інституті приладової автоматики (МНІІП), з 1982 — в Московському НДІ радіозв'язку. З 1987 — головний конструктор проекту СКБ «Агрокомпьютер». З 1999 — старший науковий співробітник ГІЦІУ КС.
Я.Я. Сіробаба автор 146 наукових робіт, в тому числі 39 друкованих, монографії, 13 винаходів. Під його науковим керівництвом підготовлено 18 кандидатів технічних наук. Один з творців автоматизованого космічного Командно-вимірювального комплексу (ККВК).
Лауреат Державної премії СРСР (1981), доктор технічних наук (1966), професор (1967), почесний член Академії космонавтики ім. К. Е. Ціолковського (1995), Почесний радист СРСР (1952).
Нагороджений орденами Червоної Зірки (1956), «Знак Пошани» (1961), Вітчизняної війни 2 ст. (1985), «За службу Батьківщині в Збройних Силах СРСР» 3 ст. (1975) і медалями.
Помер 3 травня 2009 року в Москві, похований на Троєкуровському кладовищі.